# آدم هاريسون
آدم هاريسون (بالإنجليزية: Adam Harrison)‏ (30 أكتوبر 1985 في المملكة المتحدة - ) هو لاعب كريكت بريطاني. لعب مع نادي مقاطعة غلاموركن للكريكت ‏ ونادي مارليبون للكريكت ‏.

## وصلات خارجية
- آدم هاريسون على موقع إي آس بي آن كريك إنفو (الإنجليزية)